# Alfred Næss
Karl Alfred Ingvald Næss (26. dubna 1877 Oslo – 6. července 1955 Strasshof an der Nordbahn) byl norský rychlobruslař.
Rychlobruslařských závodů se účastnil od roku 1889, kdy startoval i na švédském mistrovství. První velké mezinárodní akce (Mistrovství Evropy a světa) absolvoval v roce 1894. Následujícího roku dosáhl svého největšího sportovního úspěchu, neboť zvítězil na evropském šampionátu. V roce 1898 vyhrál norské mistrovství. Mimo jiné se zúčastnil i Mistrovství světa 1900, což byl jeho poslední závod. Po ukončení závodní kariéry bruslil ve vystoupeních vaudevillového divadla.